# 1-800-273-8255 (cântec)
„1-800-273-8255” este un cântec al rapperului american Logic. Acesta a fost lansat pe 28 aprilie 2017, prin casele de discuri Visionary Music Group și Def Jam Recordings, ca al treilea single de pe albumul Everybody. Numele cântecului este numărul de telefon al Serviciului Național de Prevenție a Suicidului (engleză: National Suicide Prevention Lifeline). Produs de Logic și 6ix, cântecul include vocile cantautorilor Alessia Cara și Khalid. A fost compus de cei trei artiști, împreună cu 6ix și Drew Taggart de la The Chainsmokers. „1-800-273-8255” a ajuns până pe locul 3 în Billboard Hot 100 și a fost nominalizat la categoriile „Cântecul anului” și „Cel mai bun videoclip muzical” în cadrul celei de a 60-a ediții a Premiilor Grammy.